# Ousmane Faye
Pour les articles homonymes, voir Faye.
Ousmane Faye est un peintre sénégalais né le 23 novembre 1940 à Dakar et mort en 2001 dans la même ville. Il est issu de la première génération de l'« École de Dakar ».

## Biographie
Ousmane Faye étudie à l'École Nationale des Arts du Sénégal, à l'École des Arts Décoratifs de Thiès et à l'École des Arts Décoratifs d’Aubusson (France).  
Il participe à de nombreuses expositions dans le monde et obtient plusieurs distinctions, il est fait Chevalier de l’Ordre national du Lion par le Président du Sénégal en 1999.

## Expositions
- 1966 : 1er Festival Mondial des Arts Nègres, classé troisième au concours d'affiches
- 1967 : 5e Biennale des Jeunes Artistes, Paris
- 1968 : Au programme culturel des Jeux Olympiques de Mexico
- 1969 : Festival Culturel Panafricain d'Alger
- 1970 : Lauréat du Grand Prix de Peinture à Cagnes-sur-Mer
- 1971 : Expositions de groupe en Normandie
- 1973 : 1er Salon des Artistes Sénégalais, Dakar
- 1974 : Art Sénégalais d'Aujourd'hui, Grand Palais, Paris
- 1974 : Art Contemporain Sénégalais, Helsinki et Stockholm
- 1974 : 2e Salon des Artistes Sénégalais, Dakar
- 1975 : Art Contemporain Sénégalais, Vienne et Rome
- 1975 : Exposition sénégalaise au Congo
- 1975 : 3e Salon des Artistes Sénégalais, Dakar
- 1976 : Semaine Sénégalaise, Mexico
- 1976 : Exposition Sénégalaise, Allemagne Fédérale
- 1977 : Exposition Sénégalaise, 2e Festival négro-africain, Lagos
- 1977 : Exposition personnelle à Dakar
- 1977 : 4e Salon des Artistes Sénégalais, Dakar
- 1977 : Galerie Renaudeau, Paris, à côté des œuvres de son père M'Bor Faye
- 1977 : Présentation de gravures, à côté des œuvres du Brésilien Rossini Perez
- 1978 : Exposition au Centre Culturel de Saint-Louis, Gaston Berger
- 1979 : Exposition Sénégalaise au Mexique
- 1979 : Exposition Sénégalaise au Canada
- 1980 : Exposition Sénégalaise aux États-Unis
- 1980 : Exposition Collective Passage Bruno à Dakar
- 1980 : Gallery of Art Best of Africa, Toronto
- 1981 : Exposition au Centre Culturel Allemand (Goethe Institut)
- 1982 : Exposition au Centre Culturel Soviétique à Dakar
- 1984 : Exposition Sénégalaise, Bruxelles
- 1985 : Exposition des Jeunes Artistes Sénégalais à la Galerie 39
- 1985 : Exposition des Jeunes Peintres Africains à la Galerie, 10 place des Vosges à Paris
- 1985 : Exposition Anaps au Musée dynamique de Dakar
- 1985 : Exposition au Centre Culturel Soviétique, Dakar
- 1986 : Exposition à la Galerie Georges Bernanos à Paris
- 1986 : Exposition Anaps sur l'Apartheid au Musée Dynamique, Dakar
- 1986 : Exposition au Collège Sainte Marie de Hann
- 1989 : Exposition collective avec les membres de l'APPS à Prïa
- 1989 : Bicentenaire de la Révolution Française
- 1989 : Salon des Artistes, organisé par le Ministère de la Culture à la Galerie Nationale
- 1990 : Exposition collective à la 1re Biennale des Lettres à Dakar
- 1990 : Exposition APPS à Blagnac, Toulouse
- 1990 : Exposition APPS au Cap Skiring
- 1990 : 1re Journée Culturelle (10e anniversaire) Alioune Diop (ACAD)
- 1990 : Exposition collective avec les membres de l'APPS à la Nouvelle Galerie de Colobane à Dakar
- 1991 : Exposition Arches de Paris - Suisse, Autriche
- 1992 : Exposition au CESAG
- 1996 : Exposition en l'honneur du Président Senghor, à l'occasion de son 90ème anniversaire, siège de l'UNESCO à Paris
- 1998 : Exposition L'École de Dakar à Yassine Art Galerie - Dakar

## Œuvres
- 1986 : Funérailles
- 1989 : L’âme de la liberté